# Josette Simon
Josette Patricia Simon (Leicester, 1960) is een Engelse actrice van Antiguaanse afkomst. Zij volgde een opleiding aan de Central School of Speech and Drama in Londen.
Zij is bekend door haar rol als Dayna Mellanby in de televisieserie Blake's 7. Ook had zij rollen in Lewis, Casualty, Skins, Midsomer Murders, The Last Detective en in Hercule Poirot in de aflevering The Mystery of the Blue Train.
Zij trad op in de films Cry Freedom en Milk and Honey. Voor haar rol in deze laatste film werd zij beloond met een Genie Award als beste actrice. Dezelfde nominatie kreeg zij voor haar rol in Golden Girls.
Josette trouwde met Mark Padmore in 1996, maar zij gingen weer uiteen in 2004. Zij hebben een kind.

## Filmografie
- Suspects als  Dr. Melanie Standish  (1 episode, 2014, tv)
- Casualty als Frances Lively (5 episodes, 2006-2009, tv)
- Minder als DI Murray (3 episodes, 2009, tv)
- Skins als Elaine Fazer (1 episode, 2008, tv)
- The Bill als Dr. Rachel Cartwright (1 episode, 2008)
- The Whistleblowers als Linda Hillcott (1 episode, 2007, tv)
- Lewis als Stephanie Fielding (1 episode, 2007)
- Midsomer Murders als Samantha Flint (1 episode, 2006)
- Hercule Poirot als Mirelle Milesi (1 episode, 2005)
- The Last Detective als Jemma Duvall (1 episode, 2003, tv)
- Celeb als Dawn (1 episode, 2002, tv)
- Polterguests (1999) tv-serie
- Dalziel and Pascoe als Eileen Anstiss (1 episode, 1998, tv)
- Silent Witness als DCI Jo Hoskins (1 episode, 1998)
- Bridge of Time (1997) (tv) als Fatima
- Kavanagh QC als Dr. Hilary Jameson (1 episode, 1997)
- Blood Money als Dr. Hilary Jameson (1997, tv)
- Bodyguards als Javindra Hamad (1 episode, 1996, tv)
- Performance als Kate (1 episode, 1995, tv)
- Nice Town als Frankie Thompson (3 episodes, 1992, tv)
- Seekers (1992) (tv) als Susie Hazard
- A Child from the South (1991) (tv) als Nadia
- Capital City als Beatrice (1 episode)
- Somewhere to Run (1989) (tv) als Christine
- Thompson (1988) tv-serie, verschillende rollen
- Milk and Honey (1988) als Joanna Bell
- Here Is the News (1988, tv)
- Cry Freedom (1987) als Dr. Ramphele
- Harem (1986, tv) als Geisla
- Play for Today als Linda King (1 episode, 1984)
- Blake's 7 als Dayna Mellanby (26 episodes, 1980-1981)
- The Cuckoo Waltz als Bonnie (1 episode, 1980)